# مضيق تسوجارو

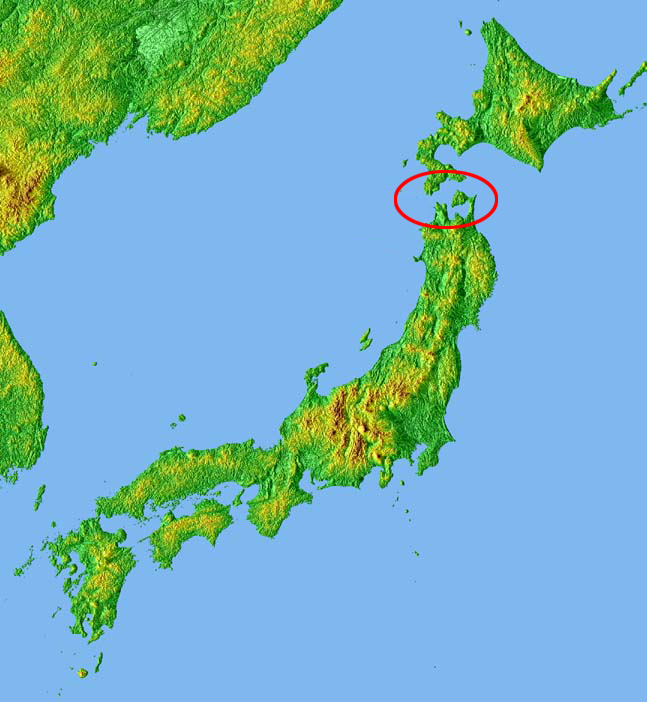
شبه جزيرة تسوجارو ومضيق تسوجارو

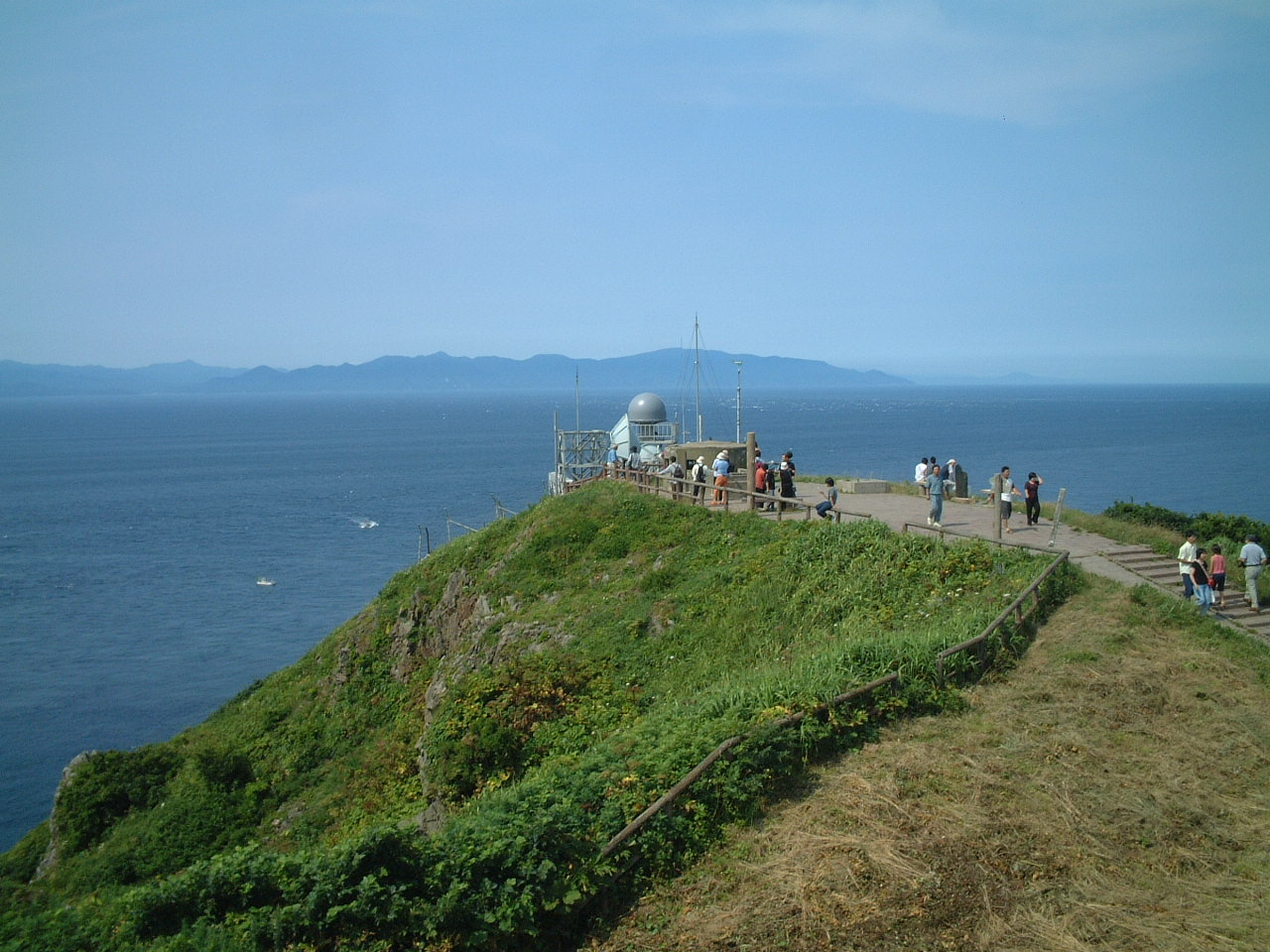
تابي ميساكي

مضيق تسوجارو 津軽海峡 (تسوجارو كايكيو) هو قناة توجد بين هونشو وهوكايدو في شمال اليابان، وتربط بحر اليابان بـالمحيط الهادئ. وقد سُمِّيت على اسم الجزء الغربي من محافظة آوموري. يمر نفق سيكان من تحت المضيق عند أضيق نقطة فيه (19.5 كم) بين تابي ميساكي الموجود في شبه جزيرة تسوجارو في آوموري، وهونشو وشيراكامي ميساكي في شبه جزيرة ماتسوما في هوكايدو.
تمتد المياه الإقليمية لليابان حتى ثلاثة أميال بحرية (5.6 كم) إلى المضيق بدلاً من الإثني عشر ميلاً المعتادة، وذلك - كما ذكرت التقارير - للسماح للسفن الحربية والغواصات التابعة لـالبحرية الأمريكية النووية بعبور المضيق دون انتهاك حظر اليابان لوجود الأسلحة النووية في أراضيها.
ويوجد لمضيق تسوجارو مضائق شرقية وغربية، تبلغ أطوالها 20 كم تقريبًا عبر المضيق، وأعماقها بحد أقصى 200 و140 مترًا على التوالي.
في الماضي، كانت الطريقة الأكثر شيوعًا لنقل الركاب والحمولة عبر المضيق هي استخدام السفن العابرة، وذلك في رحلة مدتها أربع ساعات تقريبًا. أما الآن، يقدم نفق سيكان بديلاً ملائمًا ولكنه أعلى تكلفة، كما يستغرق وقت الرحلة النصف مقارنةً بالسفن العابرة. وعندما تعبر قطارات شينكانسن القناة إلى هاكوداته (المقرر استخدامه في عام 2015)، فسيستغرق وقت الرحلة 50 دقيقة.
في 26 سبتمبر 1954، راح 1172 شخصًا ضحية غرق العبارة تويا مورا في المضيق.
وقد لاحظ توماس بلاكيستون، مستكشف وعالم طبيعة إنجليزي، أن الحيوانات في هوكايدو كانت مرتبطة بالنوع الأسيوي، بينما الحيوانات في هونشو كانت مرتبطة بالنوع الموجود في جنوب آسيا. ومن ثمَّ، تم اعتبار مضيق تسوجارو حدًا جغرافيًا للحيوانات، وعُرِف باسم «حد بلاكيستون» ("Blakiston Line").